# Ligne 8 du S-Bahn de Berlin
Pour les articles homonymes, voir S8.
La ligne 8 du S-Bahn de Berlin (S-Bahnlinie 8 ou S8) est l'une des quinze lignes du réseau S-Bahn de Berlin. D'une longueur de 56,4 km et desservant 24 gares, elle assure avec la ligne 85 et la ligne 9 les liaisons nord ↔ sud dans la partie orientale de la capitale allemande. Son terminus nord se trouve à la Gare de Birkenwerder et son terminus sud à la Gare de Wildau.

## Liste des gares
En partant de l'extrémité nord de la ligne 8 (Les gares en gras servent de départ ou de terminus à certaines missions) : 
| PK   |  |   |  | Gare                                               | Zone tarifaire | Quartier berlinois/ Commune brandebourgeoise | Correspondances, | Ligne ferroviaire |
| ---- |  | - |  | -------------------------------------------------- | -------------- | -------------------------------------------- | ---------------- | ----------------- |
| 0,0  |  | o |  | Birkenwerder                                       | C              | Birkenwerder                                 |                  | Berlin—Stralsund  |
| 2,2  |  | o |  | Hohen Neuendorf                                    | C              | Hohen Neuendorf                              |                  | Berlin—Stralsund  |
| 5,7  |  | • |  | Bergfelde                                          | C              | Hohen Neuendorf                              |                  | Grande ceinture   |
| 7,4  |  | • |  | Schönfließ                                         | C              | Mühlenbecker Land                            |                  | Grande ceinture   |
| 10,7 |  | • |  | Mühlenbeck-Mönchmühle                              | C              | Mühlenbecker Land                            |                  | Grande ceinture   |
| 19,8 |  | o |  | Blankenbourg (Blankenburg)                         | B              | Blankenbourg                                 |                  | Berlin—Szczecin   |
| 21,6 |  | o |  | Pankow-Heinersdorf                                 | B              | Pankow / Heinersdorf                         |                  | Berlin—Szczecin   |
| 23,5 |  | o |  | Pankow                                             | B              | Pankow                                       |                  | Berlin—Szczecin   |
| 25,1 |  | o |  | Bornholmer Straße                                  | B              | Prenzlauer Berg                              |                  | Berlin—Szczecin   |
| 26,8 |  | o |  | Schönhauser Allee                                  | A              | Prenzlauer Berg                              |                  | Ringbahn          |
| 27,7 |  | o |  | Prenzlauer Allee                                   | A              | Prenzlauer Berg                              |                  | Ringbahn          |
| 28,7 |  | o |  | Greifswalder Straße                                | A              | Prenzlauer Berg                              |                  | Ringbahn          |
| 30,3 |  | o |  | Landsberger Allee                                  | A              | Prenzlauer Berg                              |                  | Ringbahn          |
| 31,3 |  | o |  | Storkower Straße                                   | A              | Prenzlauer Berg                              |                  | Ringbahn          |
| 32,6 |  | o |  | Frankfurter Allee                                  | A              | Friedrichshain                               |                  | Ringbahn          |
| 34,0 |  | o |  | Ostkreuz                                           | A              | Friedrichshain                               |                  | Ringbahn          |
| 35,2 |  | o |  | Treptower Park                                     | A              | Alt-Treptow                                  |                  | Ringbahn          |
| 37,3 |  | o |  | Plänterwald                                        | B              | Plänterwald                                  |                  | Berlin—Görlitz    |
| 39,0 |  | o |  | Baumschulenweg                                     | B              | Baumschulenweg                               |                  | Berlin—Görlitz    |
| 40,9 |  | o |  | Schöneweide                                        | B              | Niederschöneweide                            |                  | Berlin—Görlitz    |
| 42,2 |  | o |  | Dépôt de Schöneweide (Betriebsbahnhof Schöneweide) | B              | Niederschöneweide                            |                  | Berlin—Görlitz    |
| 44,0 |  | o |  | Adlershof                                          | B              | Adlershof                                    |                  | Berlin—Görlitz    |
| 47,4 |  | o |  | Grünau                                             | B              | Grünau                                       |                  | Berlin—Görlitz    |
| 52,8 |  | o |  | Eichwalde                                          | C              | Eichwalde                                    |                  | Berlin—Görlitz    |
| 55,5 |  | o |  | Zeuthen                                            | C              | Zeuthen                                      |                  | Berlin—Görlitz    |
|      |  | o |  | Wildau                                             | C              | Wildau                                       |                  | Berlin—Görlitz    |